# 松平貴強
松平 貴強（まつだいら たかます）は、江戸時代中期の旗本。通称は次郎兵衛。官位は従五位下・石見守。

## 略歴
竹谷松平家支流。松平大進親賢の次男として誕生。幼名は亀五郎。松平伊織親房の養子となる。
明和8年（1771年）に家督を継ぐ。天明7年（1787年）大坂町奉行、寛政9年（1797年）長崎奉行となった。翌年に勘定奉行兼帯となった。
寛政11年（1799年）在任中に長崎で58歳で没す。墓所は長崎の海雲山晧台寺。法名は恭徳院殿義嶽静貞大居士。